# Aqualad
Aqualad è il nome di due supereroi immaginari dei fumetti che compaiono nei fumetti pubblicati dalla DC Comics. Il primo Aqualad, Garth, debuttò in Adventure Comics n. 269 (febbraio 1960), e fu creato dallo scrittore Robert Bernstein e dall'artista Ramona Fradon. Il secondo Aqualad, Jackson Hyde, si basa sulla versione originale creata per la serie animata Young Justice di Greg Weisman, Brandon Vietti e Phil Bourassa. Numerosi mesi prima del lancio della serie, una versione alternativa del personaggio fu portato nei fumetti dallo scrittore Geoff Johns e dall'artista Ivan Reis.

## Biografia del personaggio

### Garth
Approssimativamente quattro decenni fa, il Re Thar e sua moglie, la Regina Berra, divennero i monarchi di Shayeris, la capitale di un gruppo di colonie idilliache nella Valle Nascosta. I radicali idilliaci deposero e uccisero Re Thar e bandirono la Regina Berra incinta a Poseidonis, la capitale di Atlantide; qui diede vita a Garth, un bambino con gli occhi viola. Gli Atlantidei superstiziosi affermarono che Garth nacque genericamente inferiore a causa dei suoi occhi violacei e fu bandito su un fondale marino sterile lontano leghe da Atlantide. Sopravvisse e più avanti divenne amico di Aquaman, il Re fuori casta di Atlantide di un tempo.

### Jackson Hyde
Jackson Hyde comparve per la prima volta in Nel giorno più splendente n. 10 (settembre 2010). Questo coincide con la comparsa di Aqualad nella serie animata Young Justice. Secondo Johns, il nuovo Aqualad si chiama Jackson Hyde, ed è un ragazzo di colore proveniente dal Nuovo Messico. In un poster promozionale per l'evento di Nel giorno più splendente, lo si vide utilizzare "acqua dura" per creare una spada. Quest'abilità era stata pensata per essere un'esclusiva della moglie di Aquaman, Mera, e della gente del suo popolo.

## Poteri e abilità
Aqualad è in grado di nuotare ad altissime velocità, ed è in possesso di una forza fisica sovrumana (sebben non ai livelli di personaggi come Superman o Aquaman). Al pari di Aquaman può comunicare con la fauna marina e farsi aiutare da essa e può controllare a piacimento l'acqua, riuscendo perfino a scagliarla ad altissima velocità, trasformandola in veri e propri proiettili.
È in grado di respirare in egual modo sia sulla terra ferma che negli abissi, ma se rimane troppo a lungo lontano dall'acqua, si disidrata e la sua forza diminuisce.
Pur non essendo indistruttibile, il suo fisico è assai più coriaceo di quello di un normale essere umano, abituato alle basse temperature e alla maggiore pressione delle profondità degli abissi, tanto da dimostrarsi invulnerabile, ad esempio, a proiettili sparati a bruciapelo.

## Altri media

### Televisione

#### Garth
- La prima comparsa animata di Aqualad fu al fianco di Aquaman nella serie animata del 1967 The Superman/Aquaman Hour of Adventures, così come nei corti dei Teen Titans che facevano parte della serie. La serie animata Aquaman del 1968 fu una versione riutilizzata di 30 minuti che vedeva primariamente (ma non esclusivamente) le avventure di Aquaman ed Aqualad.
- Aqualad comparve nella serie animata Teen Titans. Comparve nell'episodio "Deep Six" dove lui, Tramm, e i Titans sconfissero Trident; qui e nella sua altra comparsa, dimostrò un controllo telepatico della vita marina. In "Winner Take All", Aqualad dimostrò l'abilità di controllare l'acqua grazie all'Idrocinesi. Nella serie, fu membro dei Titans East, fu un interesse romantico di Raven e Starfire, ed un rivale temporaneo di Beast Boy. Ora è membro della squadra sorella dei Teen Titans, i Titans East, insieme a Bumblebee, Speedy, e i gemelli Más y Menos. Comparve in un cameo nel film della serie, Teen Titans: Trouble in Tokyo. Mentre i Titans viaggiavano verso Tokyo, in Giappone, lui venne fuori dall'acqua e le onde lo portarono dai suoi compagni.
- Aqualad comparve otto volte nei fumetti basati sulla serie animata. La sua prima comparsa avvenne in Teen Titans Go! n. 10, dove fu alla ricerca di Gill Girl. Disse ai Titans che la ragazza aveva una cotta per lui, ma che lui la vedeva come una sorella. Beast Boy non gli credette e disse che lei lo aveva mollato. Comparve poi nei numeri 20, 25 e 27. Una delle storie del n. 30 si concentrò su lui e Speedy. Nel n. 48 una sua versione alternativa, vestito come Tempest, comparve in un gruppo chiamato Teen Tyrants.
- Aqualad fu menzionato nell'episodio "The Color of Revenge!" della serie animata Batman: The Brave and the Bold, quando Batman disse a Robin "Anche Aqualad dovette smacchiare i denti del cane". Comparve poi in "Sidekicks Assemble!", dove si batté contro Ra's al Ghul insieme a Robin e Speedy. Qui, Aqualad fu mostrato alla fine della sua pubertà e risentito delle lodi tessute su Aquaman, infine riferendoglieli al termine dell'episodio.
- Garth comparve nell'episodio "Tempo libero" (Downtime) della serie animata Young Justice, mentre il ruolo di Aqualad è ricoperto da Kaldur'am (migliore amico di Garth), che appare come capo della squadra di protagonisti e protagonista della serie. Mentre Kaldur era in procinto di diventare la spalla di Aquaman, Garth rimase ad Atlantide al fine di affinare le sue abilità al conservatorio atlantideo di stregoneria. Nel frattempo, iniziò una relazione con Tula, che era coinvolta in precedenza in una relazione con Kaldur. Una referenza alla sua identità di Tempest avvenne durante una battaglia contro Black Manta, quando Garth urlava "Invoco l'aiuto delle tempeste!" mentre creava un ciclone.

- Garth compare nella seconda stagione della serie Titans, durante un flashback che termina con la sua morte, della quale Deathstroke è il responsabile.

#### Kaldur'am
Aqualad compare nella serie animata Young Justice. Il suo nome è Kaldur'am, ma è conosciuto nell'ambiente con il soprannome di Kaldur (il nome "Kaldur'ahm" sembra essere un accenno a Cal Durham, un personaggio di supporto nelle storie a fumetti di Aquaman; un uomo afro-americano collega di Black Manta, che tradì il criminale e divenne invece un alleato di Aquaman). Fu confermato che nella serie, egli è il figlio di Black Manta, ed il leader della Young Justice. Nell'episodio "Alienated" si scoprì che Kaldur lasciò la squadra e si alleò con suo padre. Incolpava la squadra per la morte di Aquagirl in una missione durante i cinque anni tra le due stagioni così come incolpava Aquaman per avergli mai detto chi fosse il suo vero padre. Indossò perfino un costume simile a quello di Black Manta. Mentre si batteva contro la squadra, sembrò uccidere Artemis. Si scoprì più avanti che le sue intere azioni furono parte di un elaborato stratagemma per infiltrarsi sotto copertura nell'organizzazione di Black Manta.

### Videogiochi
La versione Garth di Aqualad compare nel videogioco Aquaman: Battle for Atlantis, ed è un personaggio sbloccabile nel gioco.